# 入札談合
入札談合（にゅうさつだんごう、英: bid rigging）、または、単に談合（だんごう）とは、日本における、公共事業、民間事業における競争入札の際に、競売または入札参加者が通謀して、ある特定の者に落札させるため、他の者らが一定の価格以上または価格以下に入札する旨の協定をしておく不正行為ないし商慣習である。
入札談合は、私的独占の禁止及び公正取引の確保に関する法律（独占禁止法）の「不当な取引制限」（2条4項）に該当し、独占禁止法による規制や談合罪（刑法96条の6第2項）による処罰対象となる。

## 概要
入札談合は、国や地方公共団体、民間企業などの事業主体が実施する競争入札（一般競争入札・指名競争入札）において行われる。
入札談合の形態はさまざまであるが、通常は、競争業者間において、工事等の発注があった場合には談合を行うこととして、受注予定者の選定方法等、談合の手続を定める「基本合意」を策定し、個別工事等の発注があった場合には、上記の基本ルールに基づいて個別の談合（受注調整行為）を行い、具体的な受注予定者を決定するのが一般的な形態である。
なお、受注予定者の選定方法には、入札参加回数等を点数化して点数の低いものから順番に受注する点数制、一定の順番で受注する輪番制などがある。

## 入札談合の実態と規制の沿革

### 日本における入札談合

#### 公共入札
入札談合の代表例とされる建設談合について、公正取引員会は1979年の熊本県道路舗装協会事件で初めて審決を出し、その後、公共工事の主流の土木工事分野においても、1981年に静岡建設業協会事件・清水建設業協会事件の審決（両事件を併せて「静岡事件」といわれる。）が同日に出され、社会的に大きな反響を呼んだ。
これ以前にも建設以外の業界については多くの入札談合事件が摘発されており、当時すでに51件の審決が存在していた。ところが、新聞報道等によれば、当時、建設談合を厳しく取り締まるとの公取委の方針に危機感を抱いた建設業界は、公取委に対して強い政治的圧力を加えたといわれている。そして公取委が1984年に公表した建設業ガイドライン（後出）はこの圧力の下に作られたともいわれ、それ以後、1988年に、横須賀米海軍基地談合事件で、公正取引委員会が立ち入り調査するまで建設談合について1件の摘発もされなかった。
このような入札談合に対する消極的な法執行に対しては内外から批判が加えられていた。特に、埼玉土曜会事件をはじめとする大規模な談合やそれに絡む汚職の発覚が談合に対する批判を強いものにした。そのような中、2000年に中尾栄一元建設大臣が大臣在任中に建設業者から受託収賄した容疑で逮捕されたことを契機として同年に公共工事の入札及び契約の適正化の促進に関する法律、また、同時期の北海道上川支庁農業土木事業談合事件を受け2002年に官製談合防止法が成立していく。加えて、2005年の独占禁止法改正により罰則が強化され、同年末に大手ゼネコン4社が「談合決別宣言」、翌年には日本土木工業協会も同様の宣言をするに至った。この建設業界全体の方針転換により、2006 年以降、各地の入札で入札価格・落札価格が低下したことが確認されている。

#### 民間入札
行政機関以外が行う入札でも談合行為は確認されており、2025年、マンションの修繕工事のために管理組合が行った入札で談合が繰り返された疑いがあるとして公正取引委員会が建設業者約20社に調査を行ったことが明らかになっている。

### 諸外国における入札談合
日本以外でも入札談合は発生しており、各国の独占禁止法当局が規制を行っている。公正取引委員会が1995年に調査したところによると、フランスで学校の電気工事や自治体が発注する住宅ゴミ収集サービスで入札談合事件の摘発が行われたことが確認されている。

## 事例
- 1981年、静岡県や静岡市など県下の市町村が発注公共工事の指名競争入札において、県内の中小建設業者の業界団体である静岡建設業協会の会員である建設業者が談合を行った（静岡建設業協会事件）[5]。
- 1988年、在日米空軍契約センターが発注した、横田基地・横須賀基地・三沢基地における電気通信設備工事の競争入札について、同センターに登録した業者10社[注釈 1]が、営業担当者が出席する「かぶと会」なる会合[注釈 2]において、談合をする旨の合意を行った。公正取引委員会は、課徴金納付を命ずる審決を下したところ、10社のうち協和エクシオは、東京高等裁判所に審決取消請求訴訟を提起したが、敗訴した。その後、米国政府は、談合参加者に対して損害賠償を求め、和解金47億円を支払っている（横須賀米海軍基地談合事件）[注釈 3][11](40)[12][13]。
- 1989年から1991年にかけて、旧社会保険庁が発注した、ハガキに貼付するプライバシー保護用の目隠しシールの指名競争入札において、印刷関係会社4社が談合を行った（社会保険庁シール談合事件）[11](40)。
- 1997年10月から2000年9月の間に、東京都の外郭団体が発注した公共下水道工事等の指名競争入札において、ゼネコン33社が談合を行った（多摩談合事件）[11](42)。
- 1998年、防衛庁調達実施本部（現：防衛装備庁）が発注した、自衛隊の基地等で消費する石油製品の指名競争入札において、石油会社12社が談合を行った。（防衛庁石油製品談合事件）[11](58)。

## 官製談合
公共事業などで競争入札が義務づけられているにもかかわらず発注者が受注者を指名するなど、発注者側（行政などの「官」）が談合を主導する場合を、特に官製談合という。
通常は天下り先の提供や金品など、贈収賄や便宜供与を伴う。官製談合は、独占禁止法や刑法上の談合罪だけでなく、官製談合防止法による規制及び処罰の対象となる。

### 事例
- 新潟市では2001年、下水道工事をめぐる発注で不正と思われる入札があり、その後の調査で過去から幾度にも渡って官製談合があったことが発覚し、2003年9月に大手ゼネコンや地元業者、市役所などが立ち入り検査された。また、2004年には113社の業者に対し排除勧告をし、職員や業者が数名逮捕された。

- 2005年には、日本道路公団と天下りOBによる橋梁談合事件が発覚。談合組織「かずら会」が明るみに出て現役の公団副総裁が逮捕され、計12人・26社が起訴された。2006年には、福島・和歌山・宮崎の3県で相次いで官製談合事件が発覚した。各県とも当時の知事が特定業者に落札させる入札妨害を行い、10月に福島県の佐藤栄佐久、11月に和歌山県の木村良樹、12月に宮崎県の安藤忠恕と、3か月の間に3人の知事が逮捕されるという異例の事態となった[注釈 4]。これを受け、談合に関与した公務員への罰則などを新たに設けた『官製談合防止法改正案』が予定よりも早く2006年12月8日に成立し、公布後3か月である2007年3月14日に施行された[要出典]。
- 2010年3月には、防衛省航空自衛隊第1補給処において4年間にわたり事務用品発注を巡る官製談合が常態化していたことが発覚。制服組トップである航空幕僚長が辞任することとなった（詳細は航空自衛隊事務用品発注官製談合事件を参照）。
- 2019年、京都府宇治市では年に一回催告状を送る事しかしなかった為に、談合の損害賠償金約1億円が時効で回収できない恐れがでてきた。未払いの業者が受注しているケースもみられる[14]。
- 2023年10月に、兵庫県道路公社が発注した、播但連絡道路の耐震補強修繕工事の競争入札で、非公表だった最低制限価格の情報を業者側に漏洩したとして、同公社に派遣されていた30歳代の兵庫県の男性職員と、受注業者の松本組関係者らが、官製談合防止法違反と公契約関係競売入札妨害の両容疑で兵庫県警察に逮捕された[15][16]。さらにこの職員は、業者からこの件で賄賂を受け取っていた容疑でも再逮捕されている[17]。